# 大野百合子 (詩人)
大野 百合子（おおの ゆりこ、1908年〈明治41年〉4月24日 - 1938年〈昭和13年〉9月26日）は、日本の詩人。才能に恵まれながらも早世した女流詩人とされる。

## 経歴
1908年（明治41年）4月24日、北海道余市町で誕生した。1917年（大正6年）に小樽区に転居。小樽高等女学校（後の北海道小樽桜陽高等学校）に入学したが、病気により中退。上京して洋裁を学び、1926年（大正15年）に小樽洋服裁縫女学院を設立した。1932年（昭和7年）の解院までに、約200人の卒業生を送り出した。
20歳代から、詩作に本格的に取り組み、文学雑誌『新短歌時代』『詩歌建築』などに詩を投稿した。詩人の宮崎丈二に認められたことで、宮崎に師事し、1931年（昭和6年）、同人誌『河』に参加した。当時の同人の1人は百合子を「不意に窓から吹き込んできたような微風」と表現した。1933年（昭和8年）までに、61編の詩を発表した。『婦人公論』1932年（昭和7年）正月号の付録「全国代表婦人」では、職業婦人の1人として名が挙げられた。
1935年（昭和10年）に結婚して満州に渡った後、結核により、1938年（昭和13年）9月に30歳で早世した。

## 評価
大野百合子の詩風は、高村光太郎や宇野浩二といった作家たちからも絶賛を受けた。「真面目で豊かに満ちた感性」とも評価された。宮崎丈二は、百合子の死去の翌年に発行された遺稿集『雪はただ白く降りて』の序文において、その詩を、孔子の言葉を引用して「全く思ひ邪（よこしま）なしと云ふ感じがする」と述べた。
平成期には、北海道小樽市の市立小樽文学館で「絵と書で描く小樽・詩の世界コンクール全応募作品展」が2006年（平成18年）に開催され、小樽界隈ゆかりの作家の詩からイメージした絵や書を子供たちから募集したところ、百合子の詩に最も多くの絵が寄せられた。このことで、「平明でやさしい百合子の詩が、思っていたよりずっと力強いことに気がついた」との声もあった。
同時期に詩人として活動した左川ちかは、北海道余市町で誕生、小樽高等女学校出身、早世と大野との共通点が多く、二人が並べて紹介されることも多い。